# Prutské tažení
Prutské tažení, známé jako Rusko-turecká válka 1710–1711/13, bylo vedeno ruským carem Petrem I. proti Osmanské říši během severní války.

## Pozadí
Vítězství v bitvě u Poltavy chtěl ruský car Petr I. dovršit zajetím švédského krále Karla XII., který ovšem utekl do Turecka. Turecký sultán Ahmed III. se obával přílišného posílení Ruska, což by ohrozilo zájmy Turecka, a proto odmítl švédského krále vydat, což vedlo ke zhoršení vzájemných vztahů obou států a vyvrcholilo to tím, že v listopadu 1710 Turecko vyhlásilo Rusku válku. Car si byl jist vítězstvím, a proto se válce nepokusil zabránit. Naopak v únoru bylo v Uspěnském chrámu v Moskvě vyhlášeno tažení proti „nepříteli víry Kristovy“ a car se poté vydal s armádou na jih.

## Průběh tažení
Car mířil na Balkán, kde se předpokládalo, že Valašsko, Moldavsko a Černá Hora se přidá, jakmile se Rusové přiblíží. Brzy se však ukázalo, že válka s Tureckem byla chyba. Carovi se nepovedlo včas obsadit most přes Dunaj a turecká armáda, jíž velel vezír Ali paša, začala Rusy obkličovat. Rusové zahájili ústup, avšak bylo již pozdě a Rusové byli na řece Prutu obklíčeni velikou početní převahou Turků. Situace byla beznadějná a car byl zoufalý, jak ukazuje jeho údajná zavěť z této doby.

### Mír s Turky
Car se rozhodl pokusit uzavřít mír, což armádu zachránilo, neboť Ali paša návrh přijal. Jednání s Turky měl na starost vicekancléř Šafirov, který se brzy ukázal jako skvělý diplomat, když se mu 1. srpna 1711 podařilo uzavřít mír, dříve než si Turci uvědomili v jaké situaci Rusové jsou. Car a jeho armáda mohla volně od Prutu odejít. Podle dojednaného míru ovšem Rusko muselo vrátit Azov, zbořit pevnosti jež vybudovali na Černém moři a vyplácet Tatarům roční poplatek.

## Následky
Prutské tažení znamenalo pro Rusko ztrátu toho, co získalo v předchozí válce s Turky a muselo nechat volný průchod Karla XII. vrátit se na sever. Přestože bylo prutské tažení pro Rusko jednoznačnou porážkou, situaci v Severní válce nezvrátilo, neboť se armádu povedlo zachránit, a když si Turci uvědomili, v jaké situaci Rusové byli, bylo pozdě a vezíra Ali pašu to stálo život. V letech 1768-1774 došlo k další rusko-turecké válce, která ovšem znamenalo pro Osmanskou říši ztrátu toho co získalo na březích řeky Prut.